# Лесной (Удмуртия)
Лесной — посёлок в Можгинском районе Удмуртской Республики России.

## География
Посёлок находится в юго-западной части республики, в зоне хвойно-широколиственных лесов, в пределах Можгинской низменности, на берегах реки Кизегавай, на расстоянии примерно 24 километров (по прямой) к северо-востоку от города Можги, административного центра района. Абсолютная высота — 164 метра над уровнем моря.

### Климат
Климат характеризуется как умеренно континентальный, с продолжительной холодной многоснежной зимой и относительно коротким тёплым летом. Среднегодовая температура воздуха — 2,4 °С. Средняя температура воздуха самого тёплого месяца (июля) — 18 °C (абсолютный максимум — 36,6 °C); самого холодного (января) — −15 °C (абсолютный минимум — −46,8 °C). Среднегодовое количество атмосферных осадков составляет 340—600 мм, из которых большая часть выпадает в тёплый период. Снежный покров держится в течение 155 дней.

### Часовой пояс
Посёлок Лесной, как и вся Удмуртская Республика, находится в часовой зоне МСК+1. Смещение применяемого времени относительно UTC составляет +4:00.

## Население
| 2008 | 2010 | 2012 |
| ---- | ---- | ---- |
| 44   | ↘31  | ↘28  |

### Национальный состав
Согласно результатам переписи 2002 года, в национальной структуре населения удмурты составляли 68 % из 53 чел., русские — 28 %.